# Beta Crateris
Désignations
Beta Crateris, β Crateris, est une étoile binaire de la constellation australe de la Coupe. Elle est visible à l'œil nu avec une magnitude apparente visuelle de 4,46. Sur la base d'une parallaxe annuelle de 9,59 mas, elle est située à environ 340 années-lumière du Soleil.

## Propriétés
β Crateris est une étoile binaire astrométrique avec une période orbitale de 6,0 ans et une séparation projetée de 8,3 ua. Le demi-grand axe de leur orbite est estimé à 9,3 ua. L'étoile primaire, désignée comme la composante A, est souvent classée comme étoile géante de type A de type spectral A2 III,,. Cependant, Houk et Smith-Moore (1988) lui attribuent un type spectral A1 V, correspondant à une étoile de la séquence principale, tandis que Abt et Morrell (1995) la classent comme étoile sous-géante de type A2 IV. Son spectre montre un enrichissement en baryum, peut-être à cause d'un transfert de masse ancien issu de sa compagne.
Sa compagne, désignée comme la composante B, est une naine blanche de type DA avec une température effective de 36 885 K qui refroidit depuis environ quatre millions d'années. Elle a une masse inhabituellement faible, de 43 % de celle du Soleil, suggérant que le progéniteur de la naine blanche pourrait avoir transféré de la matière à sa compagne. Les scénarios alternatifs requièrent soit l'évolution d'un système triple, soit un système binaire avec une orbite hautement excentrique produisant des interactions rasantes. La naine blanche est une source d'émission de rayons X.

## Désignations
β Crateris fait partie de l'ensemble assigné par l'astronome du XVIe siècle Al Tizini à Al Sharāsīf (ألصرسىف), « les côtes » (de l'Hydre), qui comprenait les étoiles allant de β Crateris vers l'ouest jusqu'à κ Hydrae,. Dans un mémorandum technique édité par la NASA en 1971, le Reduced Star Catalog Containing 537 Named Stars, κ Hydrae est désignée comme Al Sharasīf I et β Crateris comme Al Sharasīf II.
En chinois, 翼宿 (Yì Sù), signifiant Ailes, fait référence à un astérisme constitué de β Crateris, α Crateris, γ Crateris, ζ Crateris, λ Crateris, ν Hydrae, η Crateris, δ Crateris, ι Crateris, κ Crateris, ε Crateris, HD 95808, HD 93833, θ Crateris, HD 102574, HD 100219, HD 99922, HD 100307, HD 96819, χ1 Hydrae, HD 102620 et HD 103462. Par conséquent, β Crateris elle-même est appelée 翼宿十六 (Yì Sù shíliù, la seizième [étoile] des Ailes),.